# Diarville
Diarville est une commune française de Lorraine, située dans le département de Meurthe-et-Moselle en région Grand Est, à environ 20 km au sud de Nancy.

## Géographie

### Localisation
Le village de Diarville est situé à 2 km à l'ouest de Marainville-sur-Madon, à 5 km au nord de Mirecourt, sur la route de Nancy à Mirecourt, et à 8 km au nord-ouest de Charmes.

### Communes limitrophes
Les communes limitrophes sont  Ambacourt, Bouzanville, Forcelles-sous-Gugney, Housséville, Marainville-sur-Madon, Pont-sur-Madon et Saint-Firmin.
|                       | Housséville      | Saint-Firmin                 |
| Forcelles-sous-Gugney | Diarville        | Marainville-sur-Madon Vosges |
| Bouzanville           | Ambacourt Vosges | Pont-sur-Madon Vosges        |

### Hydrographie
La commune est dans le bassin versant du Rhin au sein du bassin Rhin-Meuse. Elle est drainée par le ruisseau de Breuil, le ruisseau de Dingeru et le ruisseau le Beaulong,.

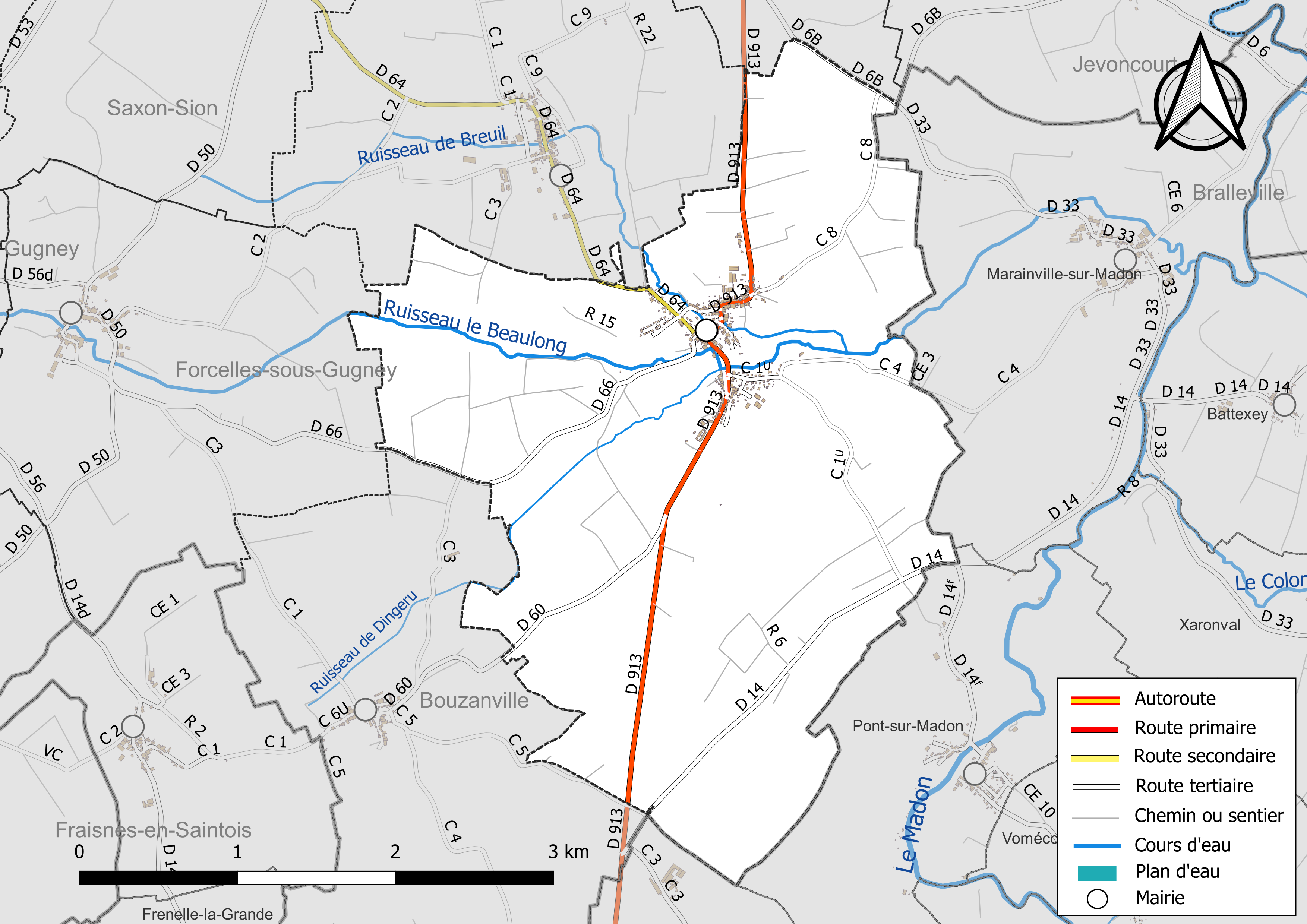
Carte hydrographique et des infrastructures de transport de la commune.
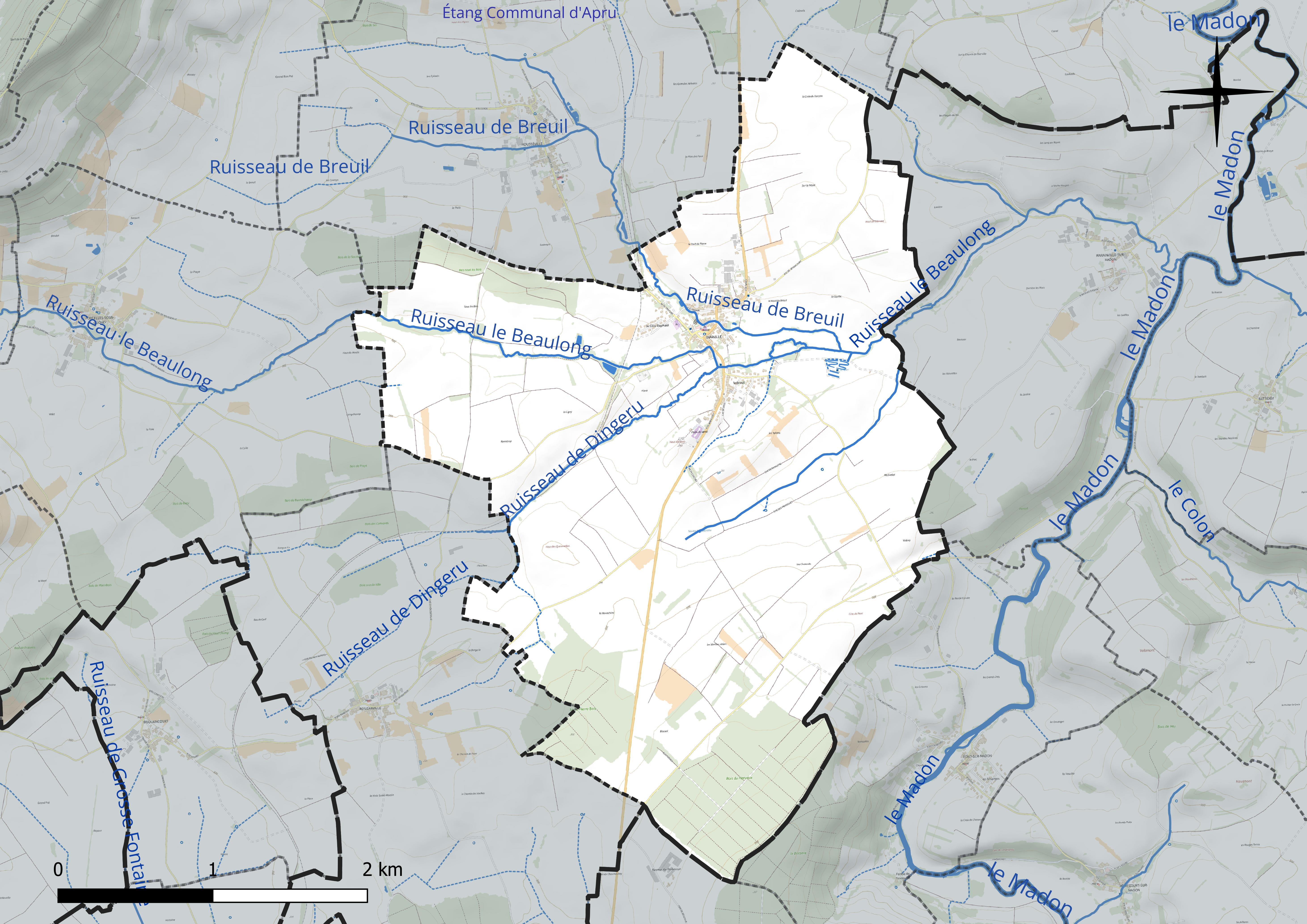
Réseau hydrographique de Diarville.

### Climat
Pour des articles plus généraux, voir Climat du Grand Est et Climat de Meurthe-et-Moselle.
En 2010, le climat de la commune est de type climat des marges montargnardes, selon une étude du Centre national de la recherche scientifique s'appuyant sur une série de données couvrant la période 1971-2000. En 2020, Météo-France publie une typologie des climats de la France métropolitaine dans laquelle la commune est exposée à un climat semi-continental et est dans la région climatique Lorraine, plateau de Langres, Morvan, caractérisée par un hiver rude (1,5 °C), des vents modérés et des brouillards fréquents en automne et hiver.
Pour la période 1971-2000, la température annuelle moyenne est de 9,7 °C, avec une amplitude thermique annuelle de 17,1 °C. Le cumul annuel moyen de précipitations est de 860 mm, avec 11,9 jours de précipitations en janvier et 9,5 jours en juillet. Pour la période 1991-2020, la température moyenne annuelle observée sur la station météorologique de Météo-France la plus proche, « Mirecourt-inra », sur la commune de Mirecourt à 11 km à vol d'oiseau, est de 10,4 °C et le cumul annuel moyen de précipitations est de 824,3 mm. 
La température maximale relevée sur cette station est de 39,5 °C, atteinte le 25 juillet 2019 ; la température minimale est de −19,5 °C, atteinte le 20 décembre 2009,,.
Les paramètres climatiques de la commune ont été estimés pour le milieu du siècle (2041-2070) selon différents scénarios d'émission de gaz à effet de serre à partir des nouvelles projections climatiques de référence DRIAS-2020. Ils sont consultables sur un site dédié publié par Météo-France en novembre 2022.

## Urbanisme

### Typologie
Au 1er janvier 2024, Diarville est catégorisée commune rurale à habitat dispersé, selon la nouvelle grille communale de densité à sept niveaux définie par l'Insee en 2022.
Elle est située hors unité urbaine. Par ailleurs la commune fait partie de l'aire d'attraction de Nancy, dont elle est une commune de la couronne,. Cette aire, qui regroupe 353 communes, est catégorisée dans les aires de 200 000 à moins de 700 000 habitants,.

### Occupation des sols

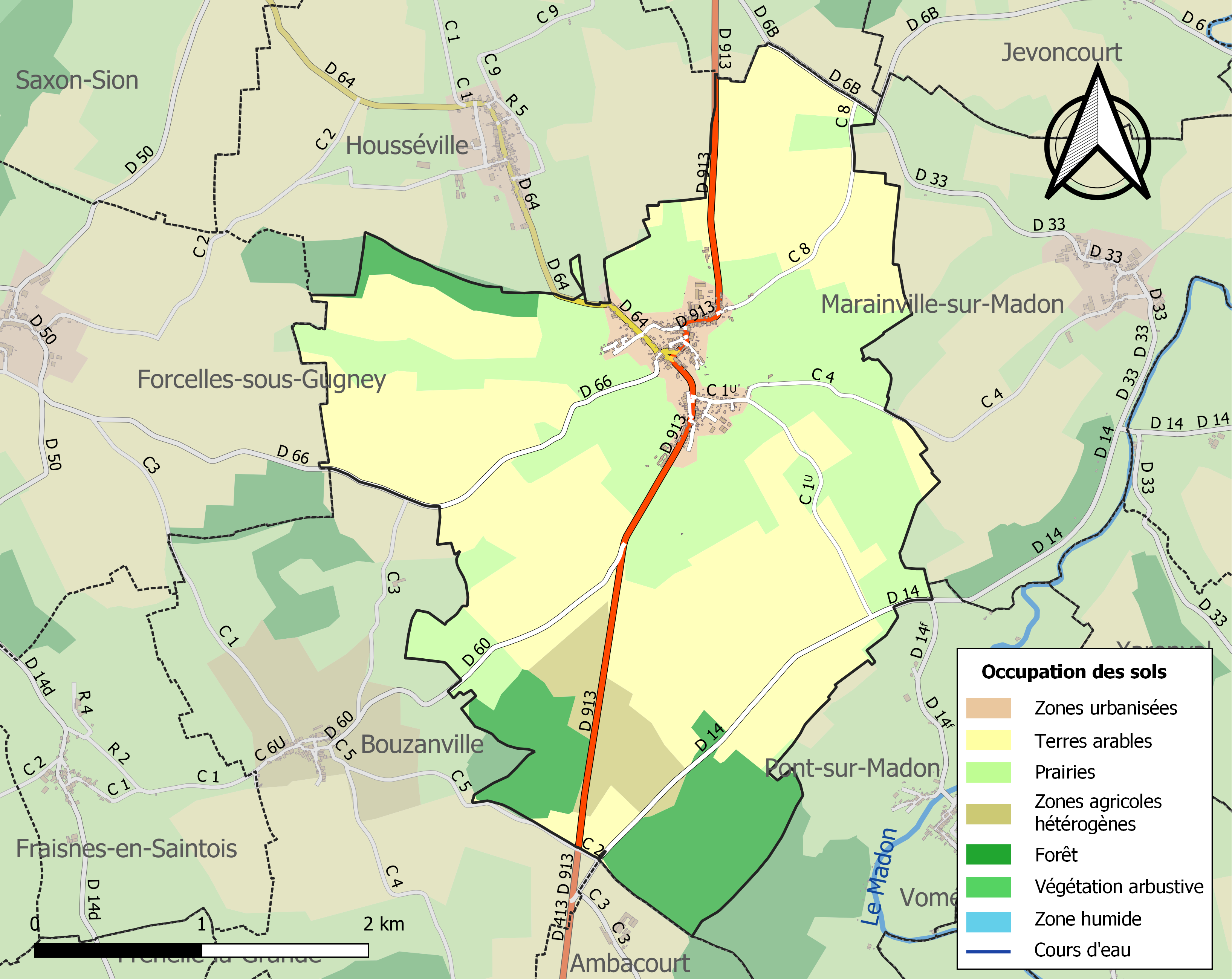
Carte des infrastructures et de l'occupation des sols de la commune en 2018 (CLC).

L'occupation des sols de la commune, telle qu'elle ressort de la base de données européenne d’occupation biophysique des sols Corine Land Cover (CLC), est marquée par l'importance des territoires agricoles (84 % en 2018), une proportion identique à celle de 1990 (84 %). La répartition détaillée en 2018 est la suivante : terres arables (49 %), prairies (30,5 %), forêts (12,1 %), zones agricoles hétérogènes (4,5 %), zones urbanisées (3,9 %). L'évolution de l’occupation des sols de la commune et de ses infrastructures peut être observée sur les différentes représentations cartographiques du territoire : la carte de Cassini (XVIIIe siècle), la carte d'état-major (1820-1866) et les cartes ou photos aériennes de l'IGN pour la période actuelle (1950 à aujourd'hui).

### Habitat et logement
En 2020, le nombre total de logements dans la commune était de 230, alors qu'il était de 219 en 2015 et de 217 en 2010.
Parmi ces logements, 86,5 % étaient des résidences principales, 3,9 % des résidences secondaires et 9,6 % des logements vacants. Ces logements étaient pour 92,6 % d'entre eux des maisons individuelles et pour 7,4 % des appartements.
Le tableau ci-dessous présente la typologie des logements à Diarville en 2020 en comparaison avec celle de Meurthe-et-Moselle et de la France entière. Une caractéristique marquante du parc de logements est ainsi une proportion de résidences secondaires et logements occasionnels (3,9 %) supérieure à celle du département (2,1 %) mais inférieure  à celle de la France entière (9,7 %). Concernant le statut d'occupation de ces logements, 78,9 % des habitants de la commune sont propriétaires de leur logement (80 % en 2015), contre 57,3 % pour la Meurthe-et-Moselle et 57,5 pour la France entière.
| Typologie                                               | Diarville | Meurthe-et-Moselle | France entière |
| ------------------------------------------------------- | --------- | ------------------ | -------------- |
| Résidences principales (en %)                           | 86,5      | 88,6               | 82,1           |
| Résidences secondaires et logements occasionnels (en %) | 3,9       | 2,1                | 9,7            |
| Logements vacants (en %)                                | 9,6       | 9,3                | 8,2            |

## Toponymie
Le nom de la localité est attesté sous les formes Dyarville (1383) ; Dierville (1444) ; Dyariville (1448).

## Histoire

### Préhistoire

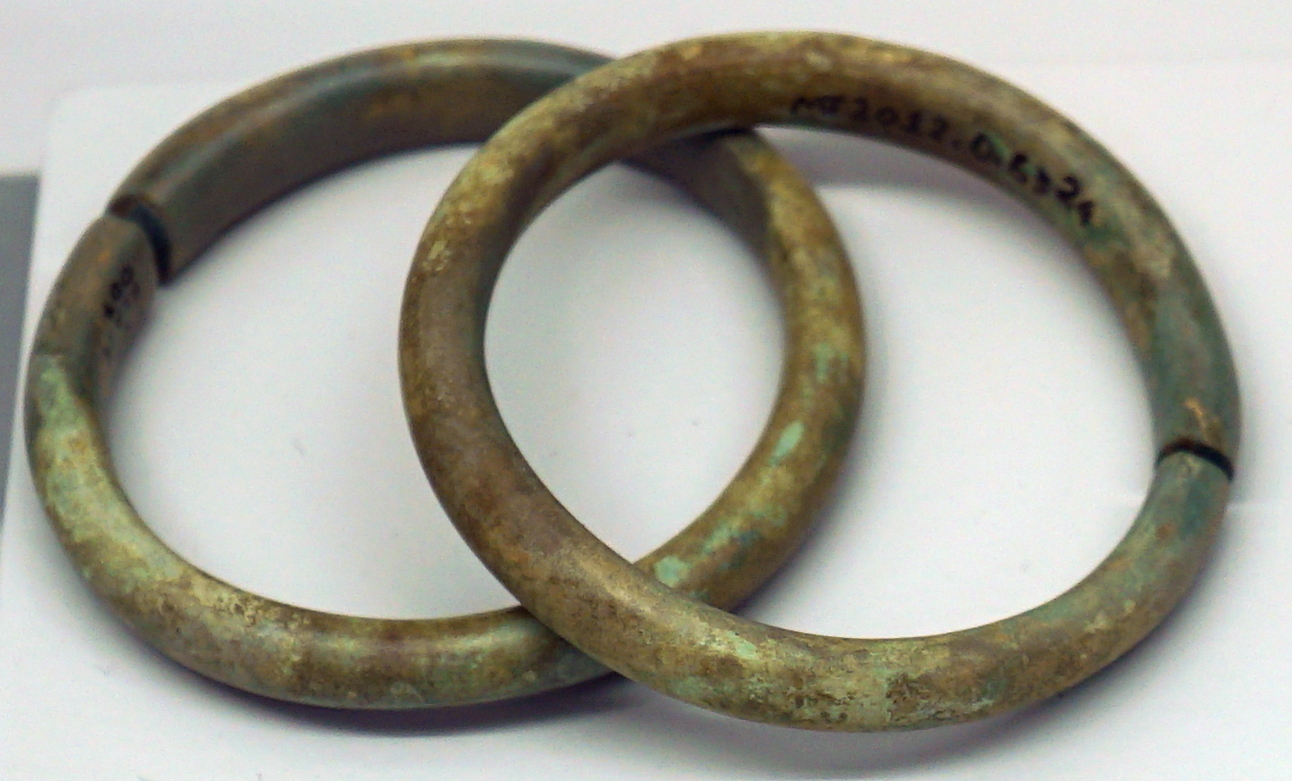
Bracelets de la Culture de Hallstatt, trouvés dans la commune et conservés au Musée de Toul.

L'occupation du site de Diarville remonte à la fin de l'âge du bronze, comme l'atteste la présence de tombes celtes (tumuli du site de Devant Giblot). Sept  tumuli ont été construits en deux phases entre les VIIe et IIIe siècles av. J.-C. L'étude de ces monuments montre qu'il s'agit d'inhumations de personnages de haut rang (présence de grandes épées en fer et de chars).

### Moyen Âge
Une tour aurait été construite au Moyen Âge, mais aucune trace archéologique ne l'atteste.

### Temps modernes
Jusqu'à la Révolution de 1789, Diarville appartient au comté de Vaudémont.

### Époque contemporaine

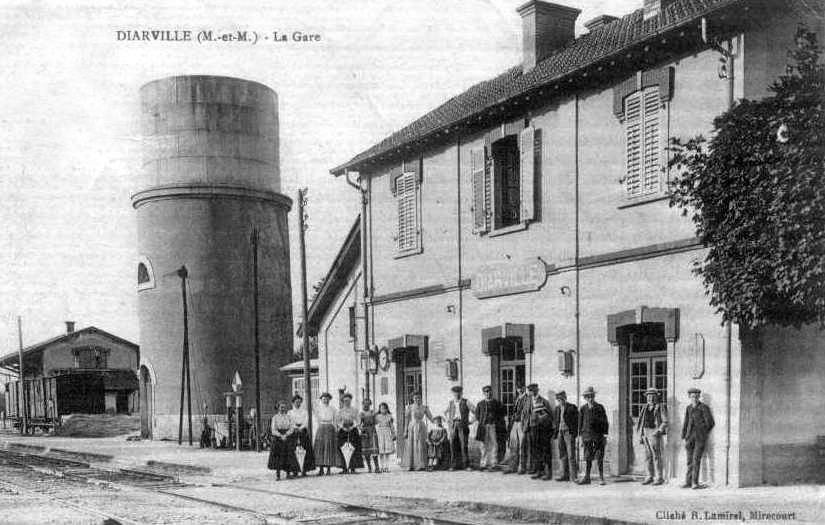
La gare vers 1900.

La commune est desservie à partir de 1879 par  la Gare de Diarville, sur la ligne de Jarville-la-Malgrange à Mirecourt, facilitant les déplacements des personnes et le transport des marchandises. Le trafic ferroviaire a cessé depuis décembre 2016.
Après la Première Guerre mondiale, le monument aux morts est construit devant l'église grâce à la destruction d'une maison.
En 1940, la population de Diarville quitte le village et part sur les chemins de l’exode. Certains habitants vont jusqu'à Lyon à pied. Une maison de la rue de Nancy est détruite par un obus.
Jusque dans les années 1960, le cimetière se trouvait autour de l'église ; il a alors été déplacé sur son emplacement actuel sur la route de Forcelles-sous-Gugney. Pour les familles qui n'ont pu transférer leurs défunts, les stèles funéraires ont été enlevées, mais les tombes conservées et recouvertes, permettant de créer la place qui se trouve devant l'église.

## Politique et administration

### Rattachements administratifs et électoraux

#### Rattachements administratifs
La commune se trouve depuis 1821 dans l'arrondissement de Nancy du département de Meurthe-et-Moselle.
Elle faisait partie depuis 1801 du canton de Haroué. Dans le cadre du redécoupage cantonal de 2014 en France, cette circonscription administrative territoriale a disparu, et le canton n'est plus qu'une circonscription électorale.

#### Rattachements électoraux
Pour les élections départementales, la commune fait partie depuis 2014 du canton de Meine au Saintois
Pour l'élection des députés, elle fait partie de la cinquième circonscription de Meurthe-et-Moselle.

### Intercommunalité
Diarville était le siège de la petite communauté de communes du Mirabée, un établissement public de coopération intercommunale (EPCI) à fiscalité propre créé en 2001 et auquel la commune avait transféré un certain nombre de ses compétences, dans les conditions déterminées par le code général des collectivités territoriales.
Conformément aux prescriptions de la loi de réforme des collectivités territoriales du 16 décembre 2010, qui a prévu le renforcement et la simplification des intercommunalités et la constitution de structures intercommunales de grande taille, cette intercommunalité a fusionné avec ses voisines pour former, le 1er janvier 2013, la communauté de communes du Pays du Saintois, dont est désormais membre la commune.

### Liste des maires
| Période                                  | Période                        | Identité         | Étiquette | Qualité                           |
| ---------------------------------------- | ------------------------------ | ---------------- | --------- | --------------------------------- |
| Les données manquantes sont à compléter. |                                |                  |           |                                   |
|                                          |                                |                  |           |                                   |
| avant 1790                               |                                | Nicolas Bernard  |           |                                   |
|                                          |                                |                  |           |                                   |
| 1983                                     | 2014                           | Bernard Rollin   |           | Agent immobilier de retraite      |
| mars 2014                                | mai 2020                       | Alain Thiaucourt |           | Retraité salarié du secteur privé |
| mai 2020                                 | août 2023                      | Patrick Lage     |           | Ancien cadre Démissionnaire       |
| octobre 2023                             | En cours (au 30 novembre 2023) | Bénédicte Haye   |           | Cadre de la fonction publique     |

### Jumelages
Au 6 novembre 2015, Diarville est jumelée avec :
- Tinlot (Belgique) depuis 1965.

## Équipements et services publics

### Enseignement
- Écoles maternelle et primaire.
- Garderie péri-scolaire.
- Association Au clair de la lune : ateliers d'enseignement de la musique pour enfants et adolescents.

## Population et société
Les habitants sont les Diarvillois et les Diarvilloises.

### Démographie
L'évolution du nombre d'habitants est connue à travers les recensements de la population effectués dans la commune depuis 1793. Pour les communes de moins de 10 000 habitants, une enquête de recensement portant sur toute la population est réalisée tous les cinq ans, les populations de référence des années intermédiaires étant quant à elles estimées par interpolation ou extrapolation. Pour la commune, le premier recensement exhaustif entrant dans le cadre du nouveau dispositif a été réalisé en 2005.

En 2022, la commune comptait 465 habitants, en évolution de −12,1 % par rapport à 2016 (Meurthe-et-Moselle : −0,13 %, France hors Mayotte : +2,11 %).
| 1793 | 1800 | 1806 | 1821 | 1831 | 1836 | 1841 | 1846 | 1851 |
| ---- | ---- | ---- | ---- | ---- | ---- | ---- | ---- | ---- |
| 370  | 406  | 445  | 491  | 528  | 639  | 635  | 671  | 668  |

| 1856 | 1861 | 1872 | 1876 | 1881 | 1886 | 1891 | 1896 | 1901 |
| ---- | ---- | ---- | ---- | ---- | ---- | ---- | ---- | ---- |
| 610  | 620  | 600  | 622  | 569  | 554  | 503  | 497  | 492  |

| 1906 | 1911 | 1921 | 1926 | 1931 | 1936 | 1946 | 1954 | 1962 |
| ---- | ---- | ---- | ---- | ---- | ---- | ---- | ---- | ---- |
| 476  | 481  | 443  | 474  | 428  | 431  | 408  | 425  | 441  |

| 1968 | 1975 | 1982 | 1990 | 1999 | 2005 | 2006 | 2010 | 2015 |
| ---- | ---- | ---- | ---- | ---- | ---- | ---- | ---- | ---- |
| 422  | 409  | 426  | 453  | 435  | 495  | 494  | 499  | 524  |

| 2020 | 2022 | - | - | - | - | - | - | - |
| ---- | ---- | - | - | - | - | - | - | - |
| 484  | 465  | - | - | - | - | - | - | - |

## Économie

### Entreprises et services
- Médecins, infirmières, dentiste, orthophoniste, pharmacien.
- Boulangerie-pâtisserie, bar, plomberie, coiffure-manucure, pizzeria, agence immobilière, métallerie, garage automobile, fermetures.

## Culture locale et patrimoine

### Lieux et monuments

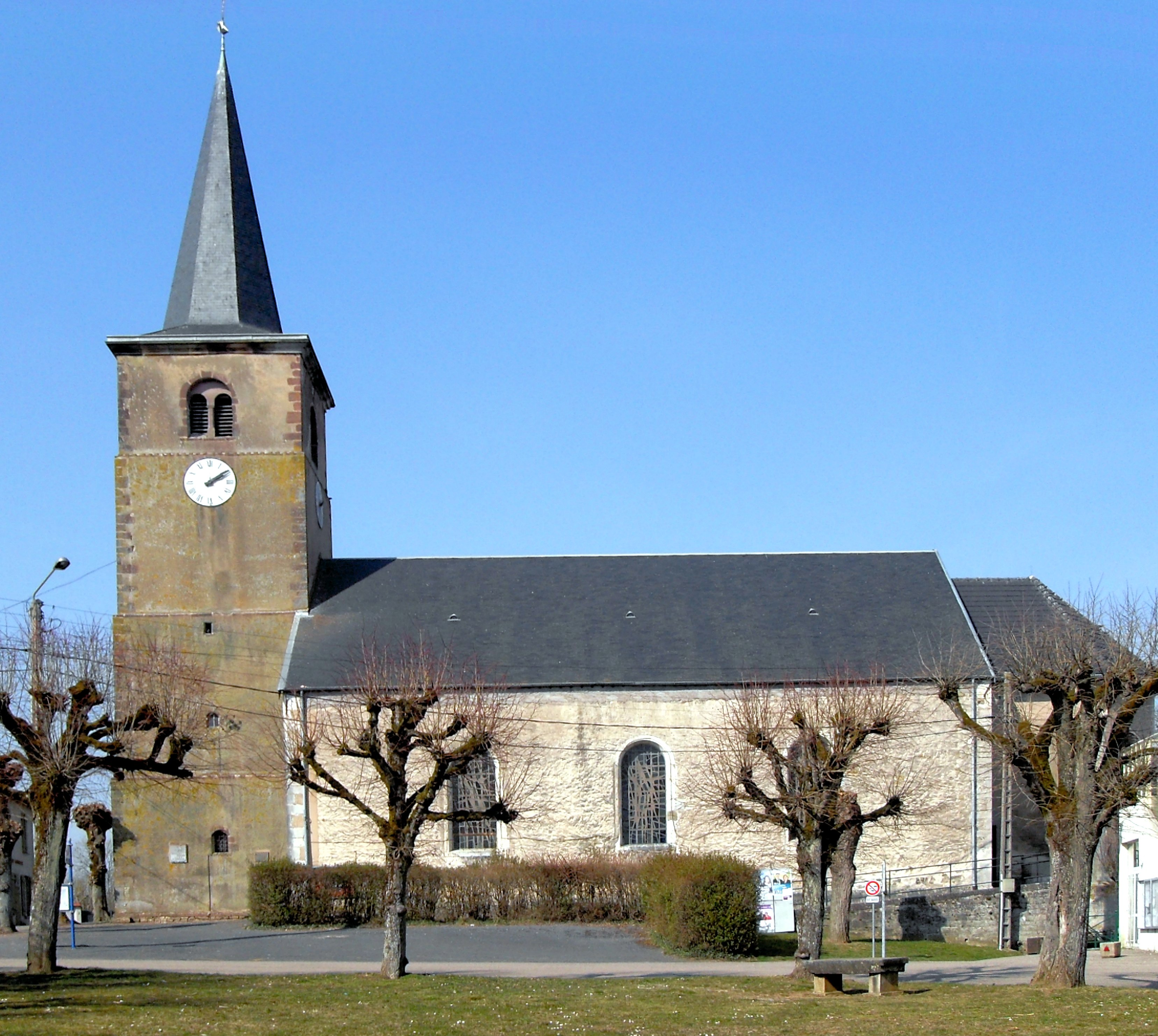
L'église.

- Tombes à char celtiques : elles se trouvent vers Giblot, sur le chemin de Marainville.
- Église Saint-Epvre : clocher roman, portails romans, nef incendiée et restaurée en 1964. Les décorations anciennes n'ont pas été remplacées. Les vitraux datent également des années 1960.
- Croix de chemin au lieu-dit le Thaïs.

### Personnalités liées à la commune
- Henri Bergé (1870-1937) est né à Diarville.
- Félix Mennegan est un résistant du « groupe maquis Lorraine 42 ». Une plaque commémorative se trouve au bout de la rue du Cugnot dans le village.

### Héraldique
| Blason de Diarville | Blason  | Blasonnement : burelé d'argent et de sable de dix pièces chargé de deux clefs de gueules en sautoir. |
| Blason de Diarville | Détails | Le statut officiel du blason reste à déterminer.                                                     |